# Uribia
Uribia is een gemeente in het Colombiaanse departement La Guajira. De gemeente telt 116.674 inwoners (2005).
De gemeente werd in 2000 opgericht en omspant het Colombiaanse deel van het schiereiland La Guajira. In 1935 werd de plaats officieel gesticht door Eduardo Londoño Villegas. Voor 1935 heette de nederzetting Chitki. Uribia is in de 21e eeuw een van de centra van handel en smokkel tussen Colombia en Venezuela. In met name de rurale gebieden van de gemeente, in de omgeving van Cabo de la Vela en Punto Gallinas (het noordelijkste punt van Zuid-Amerika) wonen voornamelijk nomadische wayuu. In een sterk vervuild woestijngebied leven zij in lemen hutjes als geitenhoeders.
Het vliegveld Puerto Bolívar is nabij de plaats gelegen, ook loopt de spoorlijn Cerrejón-Puerto Bolívar door de gemeente.

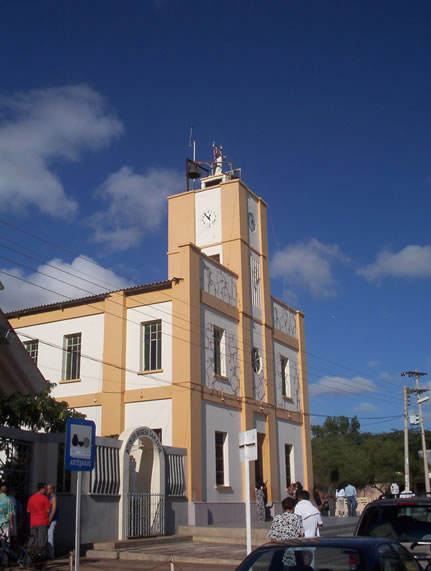
Kerk van Uribia

Albania · Barrancas · Dibulla · Distracción · El Molino · Fonseca · Hatonuevo · La Jagua del Pilar · Maicao · Manaure · Riohacha · San Juan del Cesar · Uribia · Urumita · Villanueva